# Megalonycta forsteri
Megalonycta forsteri är en fjärilsart som beskrevs av François Louis Nompar de Caumont de Laporte 1979. Megalonycta forsteri ingår i släktet Megalonycta och familjen nattflyn. Inga underarter finns listade i Catalogue of Life.